# 魅族16T
魅族16T是魅族科技于2019年10月28日发布的一款主打娱乐的智能手机。
该手机沿用了魅族16系列的“极边全面屏”设计，背部左上角三摄，采用高通骁龙855处理平台。

## 硬件及设计
魅族16T拥有“鲸跃蓝”“湖光绿”“日光橙”三种配色，前面板沿用魅族16系列的“极边全面屏”，且各配色均采用黑色前面板。
魅族16T背面采用左上角竖置三摄的摄像头排布方式，中间摄像头被红色圆圈围住作为装饰。
魅族16T采用了6.5英寸的三星1080P AMOLED屏幕，PPI为382。
魅族16T搭载了高通骁龙855处理平台及最高8GB的LPDDR4x内存和最高256GB的UFS 3.0闪存。同时，该机器搭载4500mAh电池，使得该手机电池成为魅族手机史上最大的电池，但其整机仅重183g。其搭载18W的有线充电，不支持无线充电。魅族16T同样支持最快识别速度0.2s的屏下指纹。
相机方面，魅族16T采用了三摄，主摄为索尼IMX362传感器，该传感器为1200万像素，曾在包括魅蓝Note 6等多部魅族手机上使用。副摄则采用500万像素三星S5K5E9传感器，超广角镜头则为三星S5K4H7 800万像素传感器。该传感器支持最大117°的超广角拍摄。前置摄像头为1600万像素。

## 软件
魅族16T出厂搭载基于Android 9.0的Flyme 7.3系统，可升级Flyme 8系统。